# Neues Haus (Oberwiesenthal)

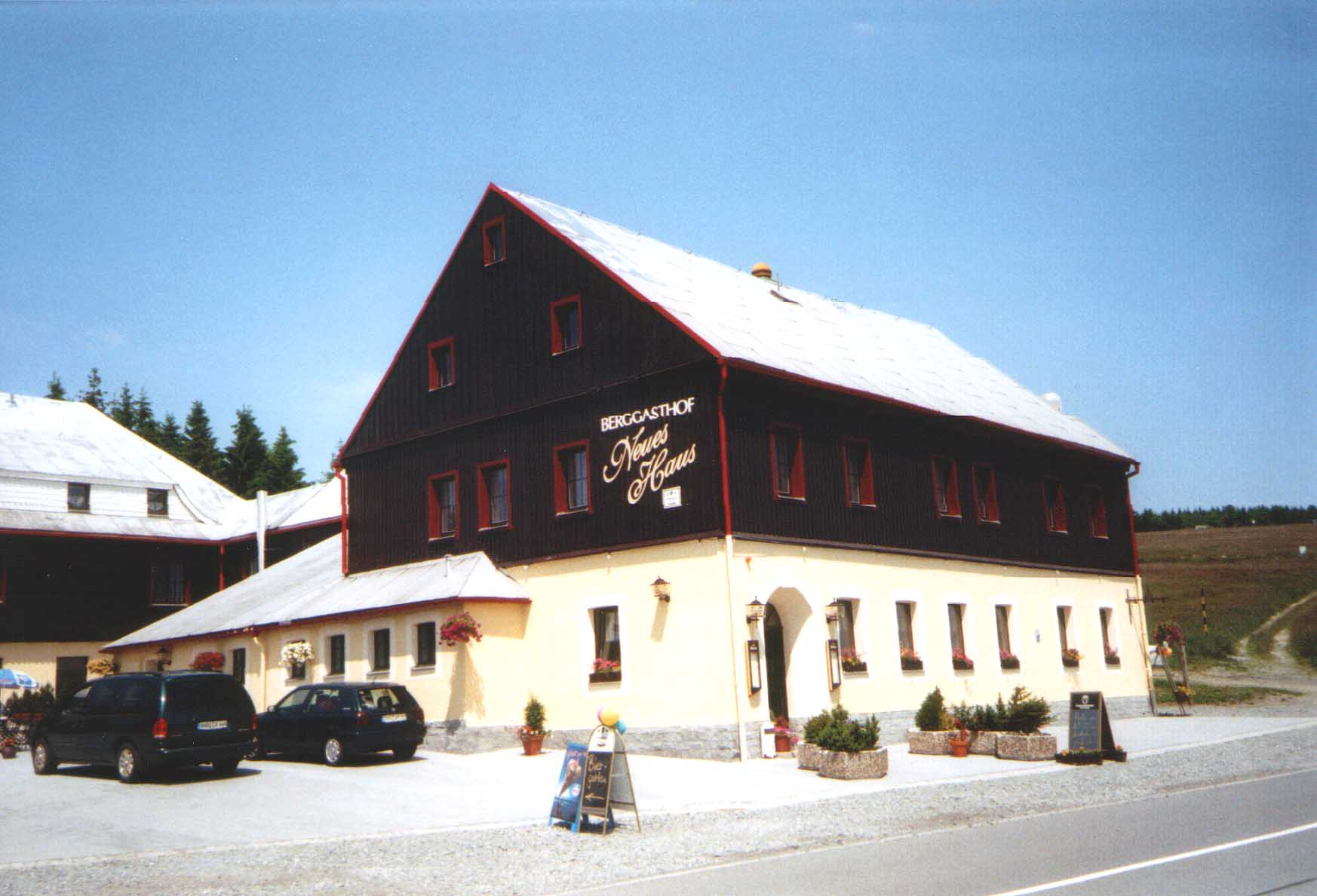
Das Neue Haus im Jahre 2001

Neues Haus ist der Name eines zu Beginn des 18. Jahrhunderts entstandenen einzeln stehenden Gebäudes im Sattel zwischen Fichtelberg und Klínovec (Keilberg) im sächsischen Erzgebirge.

## Geografische Lage

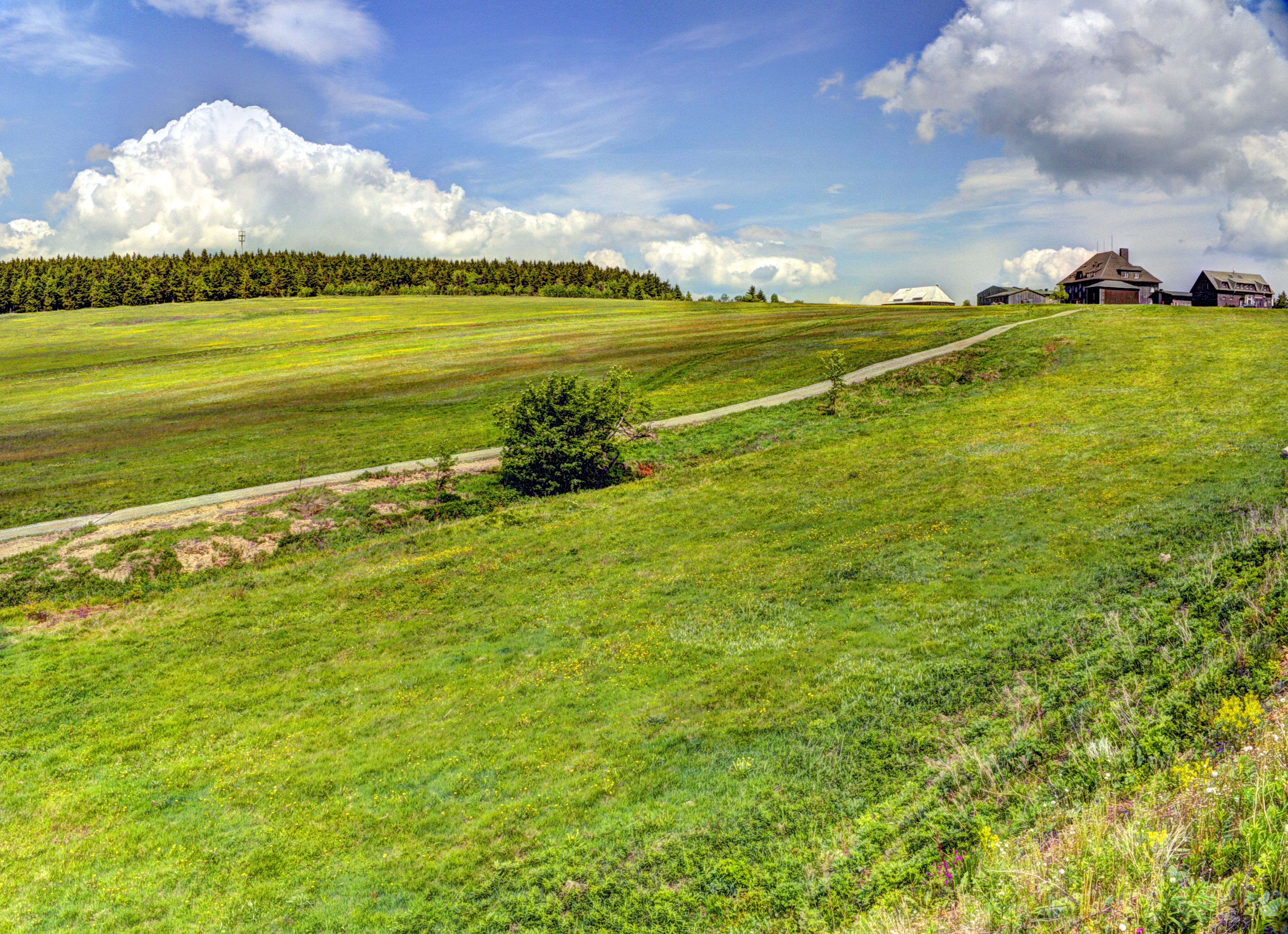
Wiese unterhalb des Neuen Haus

Das Neue Haus liegt in einer Höhe von 1083,2 m ü. NN an der 1708 zur Poststraße erhobenen Passstraße vom Kurort Oberwiesenthal nach Jáchymov (St. Joachimsthal) in Tschechien. Unmittelbar vor dem Gebäude zweigt von der Passstraße die über Tellerhäuser nach Rittersgrün führende Staatsstraße ab.

## Geschichte

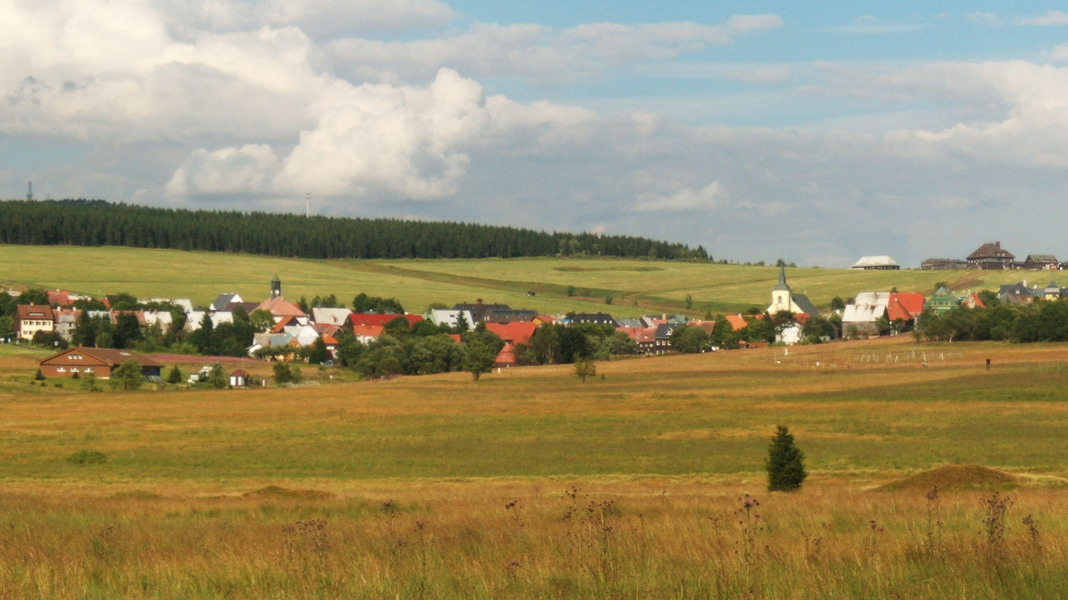
Gottesgab mit Ekocentrum, Rathaus, Kirche, Grenzübergang am Neuen Haus und Hotel „Grünes Haus“

In der Nähe des Neuen Hauses stand bereits 1528 Göftels Haus (1529 Gufftels Haus), sozusagen das Alte Haus. 1820 findet sich in August Schumanns Lexikon von Sachsen ein Eintrag zum Neuen Haus. 1842 (möglicherweise erst 1844) brannte das Neue Haus nieder, wurde jedoch schon bald wieder aufgebaut. 1852 wurde dem Haus die Schankkonzession erteilt, jedoch mit der Auflage, auf dem Dach einen Glockenturm zu errichten, um den Wanderern bei Nebel und schlechter Sicht die Richtung zu weisen. 1860 brannte das Gebäude erneut nieder und wurde wieder aufgebaut.
Mit der Zunahme des Fremdenverkehrs im ausgehenden 19. Jahrhundert wurde das Neue Haus Ausflugsziel und Sommerfrische, außerdem Wintersportplatz und Hörnerschlittenstation. Der Dichter und Sänger des Erzgebirges Anton Günther kam sehr oft von seinem nahen Geburts- und Wohnort Gottesgab über die sächsisch-böhmische Grenze und sang im Neuen Haus zur Laute und Gitarre seine Lieder.
Vor 1913 dichtete und komponierte Max Köhler den Rodelmarsch, der auf einer illustrierten Liedpostkarte im Neuen Haus vertrieben wurde.
1915 begann man gegenüber vom Neuen Haus mit dem Bau des Turmes der Bündnistreue.
Im Zweiten Weltkrieg wurde das Neue Haus im Winter als Skihütte durch die deutsche Wehrmacht (Fl. A. Kommando 4) genutzt. Soldaten erhielten hier Skikurse.
In der DDR wurde das Neue Haus zu einem Betriebsferienheim des VEB Werkzeugmaschinenkombinat „Fritz Heckert“ Karl-Marx-Stadt ausgebaut.
Heute wird das Neue Haus wieder als Berggasthof genutzt.
Am 1. Dezember 2023 wird der Berggasthof unter neuer Leitung wiedereröffnet.

## Sehenswürdigkeiten
- Abseits des Neuen Hauses befindet sich an der Grenze in Richtung Klínovec der Dreiherrenstein.